# Cardenal de la corona

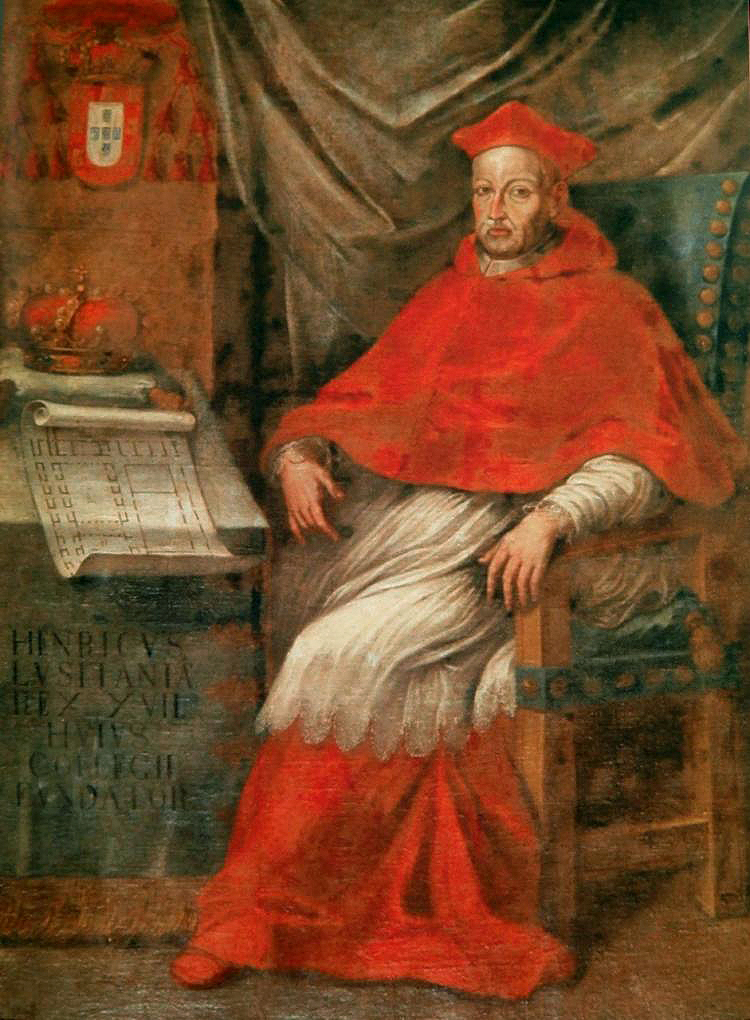
Enric I de Portugal, qui va ser tant cardinal com rei de Portugal.

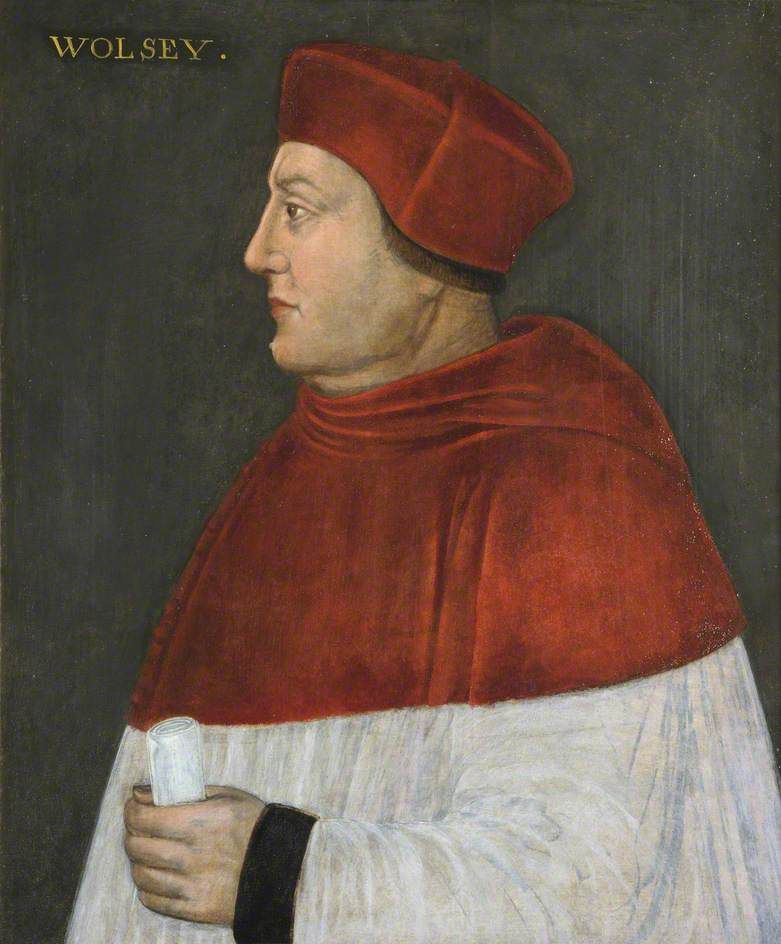
El cardenal Thomas Wolsey

Un cardenal de la corona (italià: cardinale della corona) era un cardenal protector d'una nació catòlica romana, designat o finançat per un monarca catòlic per servir com a representant seu dins del Col·legi de Cardenals i, ocasió, per exercir el dret reclamat per alguns monarques per vetar un candidat per a l'elecció del papat. Més generalment, el terme pot referir-se a qualsevol cardinal significatiu com a estadista secular o elevat a petició d'un monarca.
Francis Burkle-Young defineix un cardenal de la corona com un «elevat al cardenalat únicament per recomanació dels reis europeus i sense, en molts casos, haver realitzat cap servei per a l'avanç de l'Església»
Segons l'historiador dels conclave Frederic Baumgartner, els cardenals de la corona «poques vegades anaven a Roma, excepte pels conclaves, en aquest cas, i eren en gran manera desconeguts per a la majoria del Col·legi. Normalment no podien participar en la pratiche, no eren papabili ni rares vegades va rebre més d'un o dos vots». Els cardenals de la corona generalment es van oposar a l'elecció de cardenals de la corona d'altres regnes, encara que tendien a unir-se contra a l'elecció dels cardenals-nebots.
L'oposició als cardenals protectors nacionals va sorgir al segle XV a causa del conflicte d'interessos percebut, i el papa Martí V va intentar prohibir-los completament el 1425. Una reforma del papa Pius II datada de 1464 considerava que els cardenals protectors nacionals eren generalment incompatibles amb les responsabilitats curials, amb diverses excepcions. Aquests protectors van ser permesos obertament per part dels papes Innocenci VIII i Alexandre VI, tots dos requerien el consentiment explícit per escrit del pontífex perquè un cardenal assumís un «càrrec de servei a un príncep secular». Un cardenal sense nom fins i tot va suggerir elevar cardenals protectors nacionals a una posició completa i oficial a la Cúria romana, equivalent a un ambaixador.

## Història
La institució d'un cardenal protector d'un estat nació pot haver-se originat al segle xiv, que servia com a predecessor de les institucions diplomàtiques de la Santa Seu desenvolupades al segle XVI. La institució del cardenal de la corona es va convertir per primera vegada en dominant dins del Col·legi de Cardenals, amb el consistori del papa Eugeni IV del 18 de desembre de 1439 (just després de l'elecció de l'antipapa Fèlix V pel Concili de Basilea). que va nomenar un nombre sense precedents de cardenals amb forts vincles amb monarques europeus i altres institucions polítiques.
| Monarca/Nació                             | Cardenal                          | Notes                                                |
| ----------------------------------------- | --------------------------------- | ---------------------------------------------------- |
| Carles VII de França                      | Renaud de Chartres                | Canceller de França                                  |
| Carles VII de França                      | Guillaume d'Estouteville          | Cosí reial, constructor del Mont Saint-Michel        |
| Enric VI d'Anglaterra                     | Louis de Luxembourg de Beaurevoir | Canceller de França                                  |
| Enric VI d'Anglaterra                     | John Kemp                         | Anterior canceller d'Anglaterra i arquebisbe de York |
| Alfons V de Portugal                      | António Martins de Chaves         | Bisbe de Porto                                       |
| Regne d'Hongria (interregnum)             | Dénes Szécsi                      | Primat-designat d'Hongria                            |
| Ladislau de Varna                         | Zbigniew Oleśnicki                | Arquebisbe de Cracòvia                               |
| Sacre Imperi Romanogermànic (interregnum) | Petrus de Schaumburg              | Conseller imperial                                   |
| Renat I de Nàpols                         | Niccolo d'Acciapaccio             | Arquebisbe de Càpua                                  |
| Milà                                      | Gerardo Landriani Capitani        | Bisbe de Como                                        |
| Gènova                                    | Giorgio Fieschi di Lavagna        | Arquebisbe de Gènova                                 |
| Felip III de Borgonya                     | Jean Le Jeune                     | Ambaixador al Concili de Ferrara-Florència           |

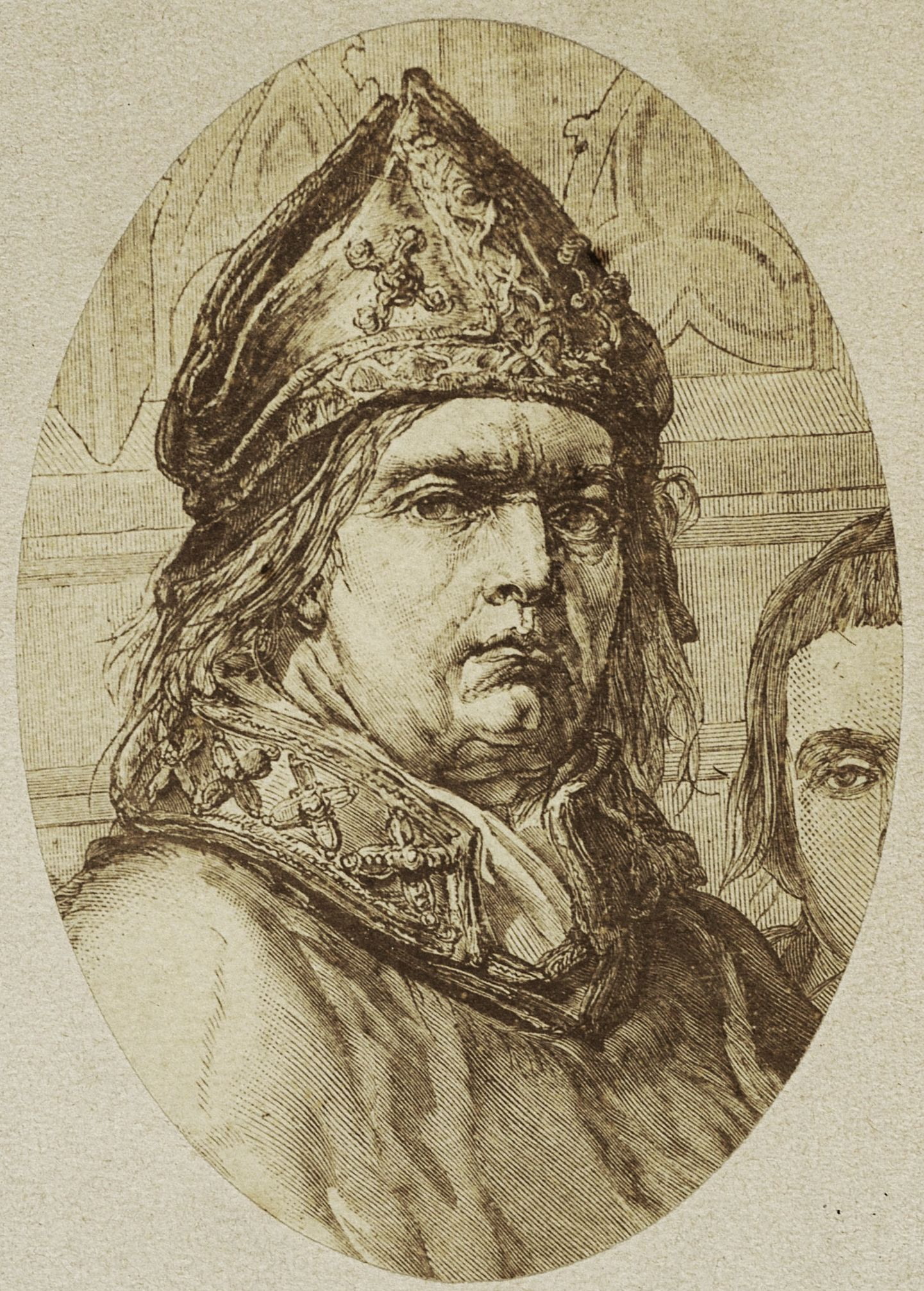
Zbigniew Oleśnicki, un dels primers cardenals de la corona

La primera referència explícita a la protecció pertanyent a un estat nació data de 1425 (l'Enciclopèdia catòlica diu 1424), quan el papa Martí V va prohibir als cardenals «assumir la protecció de qualsevol rei, príncep o comuna regit per un tirà o qualsevol altre persona secular». Aquesta prohibició va ser renovada en 1492 per Alexandre VI. Aquesta prohibició no va ser renovada per Lleó X en la novena sessió del Concili del Laterà de 1512.
Alguns cardenals de la corona eren cardenals-nebots o membres de famílies poderoses; uns altres van ser seleccionats únicament per recomanació dels monarques europeus, en molts casos amb poca experiència eclesiàstica prèvia. Durant els regnats d'Avinyó, els papes Climent VI i Urbà VI en particular, es va reconèixer que els monarques podien seleccionar els retenidors i esperar que fossin elevats al Col·legi dels Cardinals. El taxa de creació d'un cardenal de la corona era d'uns 2.832 escuts.
El papa Alexandre VII va haver d'elevar els cardenals de la corona in pectore. El Papa Urbà VI (1378-1389) va prohibir als cardenals de la corona rebre regals dels seus sobirans respectius.
La Primera Guerra Mundial va consolidar la decadència de la institució del cardenal de la corona, ja que moltes monarquies es van extingir o van disminuir en el poder.

## Rol en conclaves
En el cas d'Espanya, França i Àustria, dels segles XVI al XX, els cardenals de la corona tenien la prerrogativa d'exercir el Ius exclusivae (un veto dels candidats "inacceptables") durant un conclave papal en representació del seu monarca patró. Normalment els cardenals de la corona arribaven amb una llista de candidats inacceptables, però sovint havien de parlar-ho amb els seus patrons durant els conclaves a través de missatgers, i intentar (de vegades sense èxit) retardar el conclave fins que arribés una resposta. Per exemple, els papes Innocenci X (elegit el 1644) i Innocenci XIII (elegit el 1721) van sobreviure a les ordres de veto arribades tard des de França i Espanya respectivament. El cardenal de la corona austríac Carlo Gaetano Gaisruck, va arribar massa tard al conclave de 1846 per exercir el veto contra Giovanni Maria Mastai-Ferretti (que ja havia estat elegit i pres el nom de Pius IX).

## Llista de cardenals protectors i de cardenals de la corona
A continuació, s'inclou una llista completa dels protectors cardenals de la corona als segles xvi i xvii:

### D'Hongria
- Pietro Isvalies (1507–1511)
- Giulio de Medici (?– 1523)

### D'Àustria
Protectors:
- 1523–1531: Lorenzo Pucci
- 1532–1535: Giovanni Salviati
- 1540–1542: Girolamo Aleander
- 1542–1555: Marcello Cervini

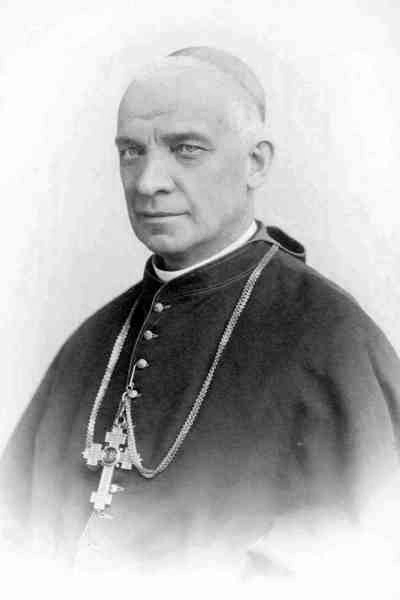
Jan Puzyna de Kosielsko, cardenal de la corona austríac, el darrer en exercir el jus exclusivae.

- 1555–1580: Giovanni Girolamo Morone
- 1580–1600: Andreas von Österreich
- 1603–1634: Franz von Dietrichstein
- 1635–1638: Ippolito Aldobrandini
- 1638–1642: Maurizio di Savoia
- 1655–1667: Ernst Adalbert von Harrach
  - Federico Sforza (1664–1666, protector substitute de les terres hereditàries d'Habsburg)[16]
- 1673–1689: Carlo Pio di Savoia
- 1689–1701: Francesco Maria de' Medici
- 1701–1707: Leopold Karl von Kollonitsch
- 1707–1712: Johann Philipp von Lamberg
- 1712–1725: Christian von Sachsen-Zeitz
- 1726–1738: Wolfgang von Schrattenbach
- 1738–1751: Sigismund von Kollonitsch
- 1751–1758: Ferdinand Julius von Troyer
- 1779–1800: František Herczan
- 1823–1834: Giuseppe Albani
- 1858–1867: Pietro Silvestri

Vice-protectors i co-protectors
- 1536–1541: Alessandro Cesarini
- 1560–1565: Cristoforo Madruzzo
- 1571: Marcantonio Colonna
- 1574/ 1580/81: Tolomeo Galli
- 1581–1603: Alfonso Gesualdo
- 1584–1587: Antonio Carafa
- 1604–1607: Alfonso Visconti
- 1607–1611: Ottavio Paravicini
- 1612–1621: Pietro Aldobrandini
- 1621–1632: Ludovico Ludovisi
- 1629–1631: Cosimo de Torres
- 1635–1641: Carlo Emanuele di Savoia
- 1642–1644: Alfonso de la Cueva
- 1644–1655: Ernst von Harrach
- 1645–1664: Girolamo Colonna
- 1664–1667: Fedrigo Sforza
- 1667–1675: Friedrich von Hessen-Darmstadt
- 1690–1693: José Saenz d'Aguirre
- 1694–1700: Francesco del Guidice
- 1701/02/ 1706–1710: Vincenzo Grimani
- 1703–05/ 1708–12: Fabrizio Paolucci
- 1713–1719: Wolfgang von Schrattenbach
- 1719–1722: Michael Friedrich von Althan
- 1722–1726: Alvaro Cienfuegos
- 1735–1743: Niccolò del Giudice
- 1743–1779: Alessandro Albani

### D'Anglaterra
- Francesco Piccolomini, primer cardenal protector d'Anglaterra (ante 8 de febrer de 1492 – 1503), de facto protector d'Alemanya[17][18]
- Adriano Castellesi, de facto protector d'Anglaterra i protector oficial d'Alemanya[19]
- Galeotto Franciotti della Rovere (1505–11 de setembre de 1508)[20]
- Francesco Adiosi (1508–1510)
- Giulio de'Medici (1514–1523)[21]
- Lorenzo Campeggio (1523–1534)[21][22]

No confirmats per la corona
- Giovanni Morone, (1578–1579)[23][24]
- Philip Howard (1682–1694)[23]
- Filippo Antonio Gualterio (vers el 1717)[25]
- Cardenal Baschi (vers el 4 de novembre de 1797)[23]
- Ercole Consalvi (vers el 1817, acting)[23]

Càrrecs semblants anteriors
- Thomas of Jorz, protector dels reis Eduard I i Eduard II d'Anglaterra (1305–1310)[26]
- Ferry de Clugny, empleat a Roma per Eduard IV (d. 1483)[27]

### D'Irlanda
- Girolamo Ghinucci (1539–1541)
- Rodolfo Pio di Carpi (1545–1554)
- Giovanni Girolamo Morone (1555? – 1574?)
- Francesco Alciati (1574–1580)[28]
- Flavio Orsini (1580–1581)
- Nicholas Pelleve (1582–1594)
- Girolamo Mattei (1594? – 1603)
- Pompeo Arrigoni (1605–1616)
- Fabrizio Veralli (1616? – 1624)
- Ludovico Ludovisi (1625–1632)[29]
- Antonio Barberini (1633? – 1671)
- Paluzzo Paluzzi Altieri degli Albertoni (1671–1698)
- Giuseppe Renato Imperiali (1706–1737)
- Neri Maria Corsini (1737–1770)
- Mario Marefoschi (1771–1780)
- Gregorio Salviati (1781–1794)
- Carlo Livizzani (1794–1802)

### D'Escòcia
- Antoniotto Pallavicini (1504–1507)
- Pietro Accolti (1514–1532)
- Benedetto Accolti (1532–1538)
- Rodolfo Pio di Carpi (1538–1549)
- Giovanni Domenico de Cupis (1550–1553)[30]
- Niccolo Caetani Sermoneta (1570–1585)
- Camillo Borghese (1603–1605)
- Maffeo Barberini (1608–1623)
- Francesco Barberini (1623–1679)
- Phillip Howard of Norfolk (1680–1694)
- Taddeo da Verme (1706–1717)
- Alessandro Falconieri (1727–1734)
- Domenico Riviera (1734–1752)
- Giuseppe Spinelli (1754–1763)
- Giovanni Francesco Albani (1763–1803)
- Charles Erskine (1804–1811)

### De França

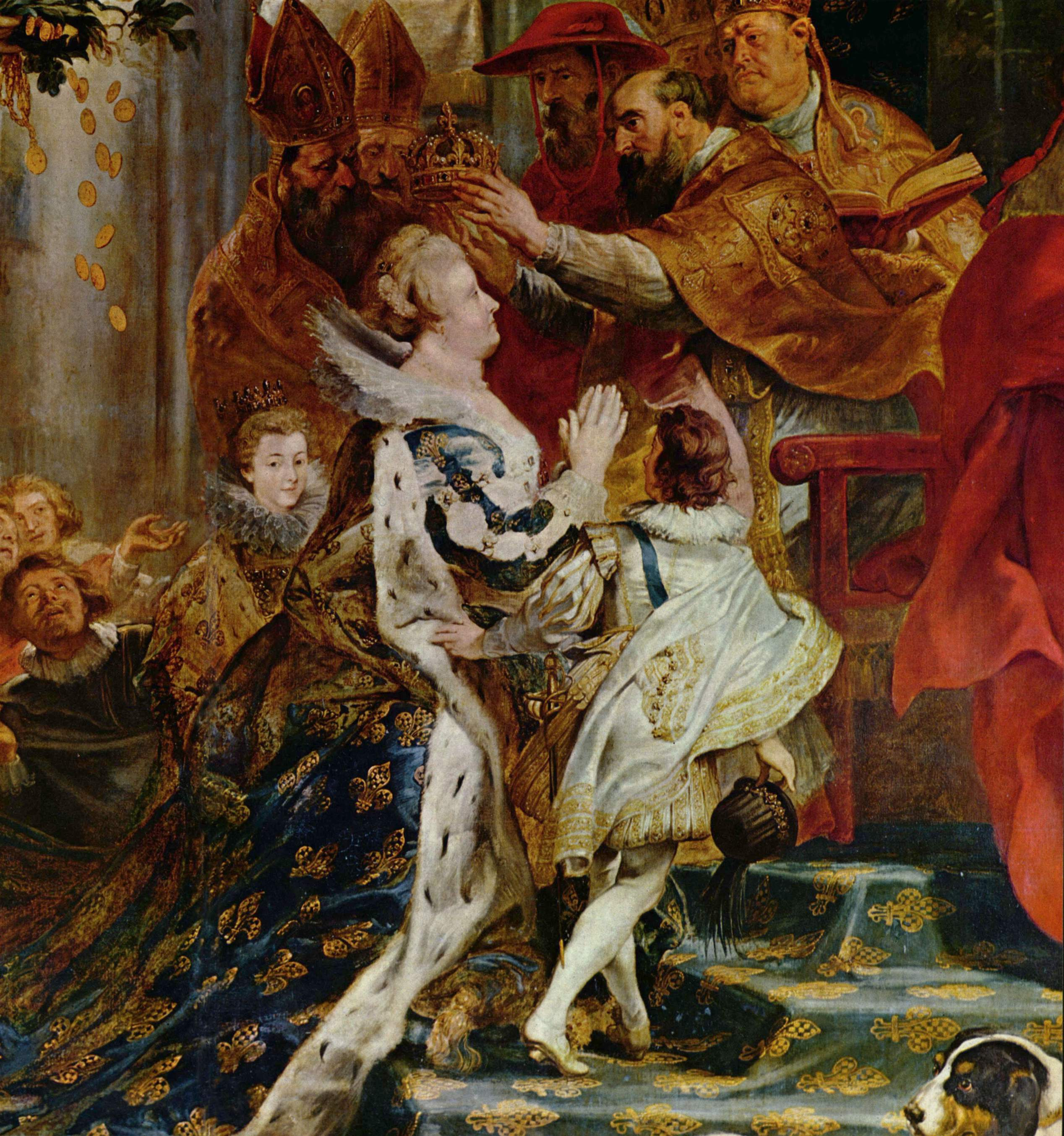
François de Joyeuse, cardinal protector of France, anointing Queen Dowager Marie de Medici in 1610

El rei de França històricament només tenia un cardenal protector, escollit per un complicat procés que involucrava el Rei, el secretari d'estat d'afers exteriors, l'ambaixador francès a Roma i d'altres alts càrrecs francesos, però no pel Papa. El cardenal de la corona de França també era abat comendatari de diverses abadies franceses.
Tradicionalment hi havia un cardenal francès resident a la cúria pontifícia durant la primera meitat del segle xvi, però Lluís XII i Francesc I escolliren 3 cardenals italians com a protectors de França.
- 1513–1516: Federico di Sanseverino
- 1516–1523: Giulio de Medici
- 1523–1548: Agostino Trivulzio
  - Niccolò Gaddi (vice-protector from 1533)[33]
- 1549–1572: Ippolito II d'Este[34][35]
- 1573–1586: Luigi d'Este
- 1587–1615: François de Joyeuse
  - Vice-protector Arnaud d'Ossat (1599–1604)
  - Vice-protector François de La Rochefoucald (octubre de 1609–maig de 1611)[36]
- 1616–1620: Alessandro Orsini
  - Guido Bentivoglio (vice-protector des de 1621 fins 1636)[31]
- 1621–1636: Maurizio di Savoia
- 1636–1644: Antonio Barberini
- 1645–1672: Rinaldo d'Este
  - Alessandro Bichi (vice-protector 1645 until 1657)
- 1672–1676: Virginio Orsini (from 1646 acted as co-protector)
- 1676–1701: César d'Estrées
- 1702–1709: Francesco Maria de’Medici
- 1709–1740: Pietro Ottoboni
  - Pierre Guérin de Tencin, acting protector until 1758
- 1758–1765: Prospero Colonna di Sciarra
- 1769–1792/4: François-Joachim de Pierre de Bernis